# Ryōta Nishizono
Ryōta Nishizono (jap. 西薗 良太 Nishizono Ryōta, * 1. September 1987 in Kirishima) ist ein ehemaliger japanischer Radrennfahrer.

## Karriere
Nishizono studierte an der Universität Tokio und gewann hier 2009 die Inter-College Championships.
Nach seinem Abschluss begann er seine Karriere 2011 bei dem japanischen Shimano Racing Team. In seinem ersten Jahr dort belegte er bei der nationalen Meisterschaft den dritten Platz im Einzelzeitfahren und im Straßenrennen wurde er Vierter. Bei der Tour de Hokkaidō konnte er die erste Etappe für sich entscheiden und belegte in der Gesamtwertung den achten Platz. 2012 unterschrieb er bei Bridgestone Anchor und konnte den nationalen Titel im Einzelzeitfahren gewinnen, sowie die Tour de Hokkaidō auf den zweiten Platz beenden. Im Folgejahr wurde er Zweiter bei den nationalen Meisterschaft im Einzelzeitfahren und Sechster bei der Tour of Japan. Im Dezember 2013 erklärte er seinen Rücktritt vom Profisport. Er kehrte 2015 in den Profisport zurück und wurde Dritter bei den Japanischen Meisterschaften Einzelzeitfahren und Fünfter bei der Tour de Hokkaidō. 2016 gewann er erneut bei den nationalen Meisterschaften den Titel im Einzelzeitfahren und wurde im Straßenrennen Zweiter, hinter seinem Teamkollegen Sho Hatsuyama. Ein Jahr später sicherte er sich wieder den Titel des Japanischen Meisters im Einzelzeitfahren, belegten den zweiten Platz bei der Tour de Hokkaidō und den vierten Platz bei der Tour de Kumano. Bei den Asiatischen Radsportmeisterschaften wurde er mit dem japanischen Team Zweiter im Mannschaftszeitfahren hinter Kasachstan und im Einzelwettbewerb wurde er Siebter. Nach der Saison 2017 erklärte er seinen Rücktritt vom Profisport.

## Erfolge
2011
- eine Etappe Tour de Hokkaidō
- Japanische Meisterschaft – Einzelzeitfahren

2012
- Japanische Meisterschaft – Einzelzeitfahren

2013
- Japanische Meisterschaft – Einzelzeitfahren

2015
- Japanische Meisterschaft – Einzelzeitfahren

2016
- Japanische Meisterschaft – Einzelzeitfahren
- Japanische Meisterschaft – Straßenrennen

2017
- Asienmeisterschaft – Mannschaftszeitfahren
- Japanische Meisterschaft – Einzelzeitfahren